# 拉希彭策格
拉希彭策格（？—1884年）蒙古族，内蒙古鄂尔多斯部人，第四世（不计追认）迪鲁瓦活佛。

## 生平
生于内蒙古鄂尔多斯部沙金尤热勒特寺属民巴勒丹奥其尔的家里。后来被认定为第三世迪鲁瓦活佛的转世。
清朝光绪十年（1884年），拉希彭策格圆寂。